# Districtul Beja
Districtul Beja (portugheză Distrito de Beja) este un district în sudul Portugaliei, cu reședința în Beja. Are o populație de 161 211 locuitori și suprafață de 10 225 km².

## Municipii
- Aljustrel
- Almodôvar
- Alvito
- Barrancos
- Beja
- Castro Verde
- Cuba
- Ferreira do Alentejo
- Mértola
- Moura
- Odemira
- Ourique
- Serpa
- Vidigueira